# Calvini, Buzău
Calvini este satul de reședință al comunei cu același nume din județul Buzău, Muntenia, România.

## Istoric
Localitatea a făcut parte din acea parte a județului Saac care la desființarea sa în anul 1845 a trecut la Buzău.